# 北卡托巴鎮區 (北卡羅萊納州考德威爾縣)
北卡托巴鎮區（英語：North Catawba Township）是位於美國北卡羅萊納州考德威爾縣的一個鎮區。

## 地方資料
北卡托巴鎮區的面積為40.14平方千米，皆為陸地。根據2020年美國人口普查的數據，當地共有人口6670人，而人口密度為每平方千米166.17人。